# Sigalapung
Sigalapung is een bestuurslaag in het regentschap Padang Lawas van de provincie Noord-Sumatra, Indonesië. Sigalapung telt 882 inwoners (volkstelling 2010).